# Priljepuše
Priljepuše (Echeneidae) su porodica riba iz reda grgečki (Perciformes) koja se sastoji od tri roda s ukupno 8 poznatih vrsta. Prvi ih 1758. opisuje Linnaeus, i to vrste Echeneis naucrates i Remora remora.
Ove su ribe ime dobili po tome što se priljepe uz kožu domaćina, drugih većih riba i morskih pasa, kornjača i kitova, hraneći se njegovim otpacima i parazitima. U tu svrhu prva leđna peraja preoblikovala se u naboranu pločicu kojom se pričvrsti za domaćina.
Največa među njima je priljepuša golema (Echenesis naucrates) koja može težiti 2.5 koligrama i narasti do 110 centimetara dužine, dok ostale teže manje od jednog koligrama. Četiri vrste koje imaju hrvatske nazive mogu se pronaći i u Jadranu.

## Rodovi i vrste
- Rod Echeneis:
  - Echeneis naucrates Linnaeus, 1758; (Priljepuša golema)
  - Echeneis neucratoides Zuiew, 1789
- Rod Phtheirichthys:
  - Phtheirichthys lineatus (Menzies, 1791)
- Rod Remora: 
  - Remora albescens (Temminck & Schlegel, 1850)
  - Remora australis (Bennett, 1840); (Indijska priljepuša)
  - Remora brachyptera (Lowe, 1839); (Smeđa priljepuša)
  - Remora osteochir (Cuvier, 1829)
  - Remora remora (Linnaeus, 1758); (Priljepuša)